# Oemopteryx contorta
Oemopteryx contorta är en bäcksländeart som först beskrevs av James George Needham och Peter Walter Claassen 1925.  Oemopteryx contorta ingår i släktet Oemopteryx och familjen vingbandbäcksländor. Inga underarter finns listade i Catalogue of Life.